# Мир Хусейн Бег III
Мир Хусейн Бег III (курд. Mîr Huseyn beg III, род. в 1829 году — ум. в 1879 году.)  езидский правитель, Эмир Шейхана и Всех езидов, правящий в середине XIX века. Он родился в семье Мира Али Бега I. Правил Шейханом после Мира Джасыма Бега.